# Markiezaatdammen
Markiezaatdammen (nederländska: Markiezaatskade) är en vall- och dammbyggnad och översvämningsbarriär nära Bergen op Zoom mellan provinserna Noord-Brabant och Zeeland i sydvästra Nederländerna. Barriären ska skydda vid hotande översvämningar från Nordsjön och utgör en del av Deltawerken och invigdes 1983.

## Geografi
Hela skyddsbarriären sträcker sig mellan Schelde-Rhenkanalen och insjön Markiezaatsmeer (tidigare del av Oosterschelde). Dammen förbinder kommunerna Bergen op Zoom (nära orten Bergse Plaat) i provinsen Noord-Brabant i norr med kommunen Reimerswaal (nära orten Völckerdorp) på ön Zuid-Beveland i provinsen Zeeland i söder. Dammen skiljer insjön Markiezaatsmeer från Schelde-Rhenkanalen. På andra sidan kanalen ligger Oesterdammen.

## Konstruktionen
Markiezaatdammen har en total längd om cirka 4 000 meter. Den norra delen börjar på ön Moolenplatt och utgörs av en cirka 1 900 meter lång vall följd av en cirka 800 meter lång stendamm och en cirka 400 meter lång lägre dammparti. Dammen avslutas sedan med ytterligare en cirka 1 100 meter lång vall nära De Kreekraksluizen. Från Moolenplatt löper ytterligare en damm till fastlandet, denna damm skiljer vattenområdet Zoommeer från insjön Binnenschelde.
Det finns ingen sluss i barriären och fartyg kan inte passera. Vid dammens södra del finns en sluss, De Kreekraksluizen, i Schelde-Rhenkanalen.

## Historia
Första spadtaget på dammen gjordes 2 januari 1981, i mars 1982 förstördes delar av dammen under en storm. Dammen färdigställdes den 20 mars 1983. Markiezaatdammen invigdes officiellt den 30 mars 1983.
Byggandet av barriären var även ett nödvändigt steg  för att kontrollera vattenflöden inför byggandet av Oesterdammen.
Insjön Markiezaatsmeer skapades i samband med färdigställandet av dammen och området är Nederländernas tredje största våtmark efter Vadehavet och Ĳsselmeer.